# Bikkes
Bikkes (szlovákul Bukovec) Alsósztregova településrésze, egykor önálló  község Szlovákiában a Besztercebányai kerület Nagykürtösi járásában.

## Fekvése
Alsósztregova központjától 2 km-re nyugatra fekszik.

## Története
A trianoni békeszerződésig Nógrád vármegye Gácsi járásához tartozott.